# Панасівка (Миргородський район)
Пана́сівка — село в Україні, у Великосорочинській сільській громаді Миргородського району Полтавської області. Населення становить 92 осіб. Колишній орган місцевого самоврядування — Великообухівська сільська рада.

## Географія
Село Панасівка знаходиться на лівому березі річки Псел, вище за течією на відстані 2 км розташоване село Сакалівка, нижче за течією на відстані 1,5 км розташоване село Олефірівка, на протилежному березі - село Савинці. Річка в цьому місці звивиста, утворює лимани, стариці та заболочені озера.

## Населення

### Мова
Розподіл населення за рідною мовою за даними перепису 2001 року:
| Мова       | Кількість | Відсоток |
| ---------- | --------- | -------- |
| українська | 89        | 96.74%   |
| російська  | 3         | 3.26%    |
| Усього     | 92        | 100%     |

## Історія
Справа про надання села Панасівки (Опанасівки) старшинам Миргородського полку Андрію і Опанасу (Афанасію) Горонескулам синам Миколи Горонескула датована 15 грудня 1752 - 13 березня 1758 рр. 